# Santo & Johnny
Santo & Johnny fue un dúo estadounidense de ascendencia italiana proveniente de Brooklyn, Nueva York, compuesto por los hermanos Santo Farina (nacido el 24 de octubre de 1937) y Johnny Farina (nacido el 30 de abril de 1941).

## Biografía
El dúo logró reconocimiento principalmente con su canción instrumental "Sleep Walk", uno de los grandes éxitos de la era dorada del rock 'n' roll. La canción logró escalar hasta la primera posición de la lista Billboard Pop en 1959. En la actualidad, Santo se encuentra retirado de la música y Johnny brinda conciertos regularmente con su banda, además de liderar la compañía discográfica Aniraf, Inc. en la ciudad de Nueva York.

## Discografía

### Álbumes
Canadian-American Records Ltd.
- Santo & Johnny (1959)
- Encore (1960)
- Hawaii (1961)
- Come On In (1962)
- Around the World... with Santo & Johnny (1962)
- Off Shore (1963)
- In the Still of the Night (1964)
- Santo & Johnny Wish You Love (1964)
- The Beatles Greatest Hits Played by Santo & Johnny (1964)
- Mucho (1965)
- Santo y Johnny en México (1965?)

Imperial
- The Brilliant Guitar Sounds of Santo & Johnny (1967)
- Golden Guitars (1968)
- On the Road Again (1968)
- The Best That Could Happen (1969)

Black Tulip
- The Original Recordings

Aniraf Record Co.
- Christmas Mine – Johnny Farina (2012)
- Pure Steel (2007)
- Christmas Mine (2008)
- Italian Being Served (2009)
- Christmas Mine – Johnny Farina (2012)

Pause Records
- Santo & Johnny (1976)

### Sencillos
| Año  | Lado A                      | Lado B                 | EE.UU. Pop | EE.UU. R&B | EE.UU. Easy Listening | Discográfica          |
| ---- | --------------------------- | ---------------------- | ---------- | ---------- | --------------------- | --------------------- |
| 1959 | "Sleep Walk"                | "All Night Diner"      | 1          | —          | —                     | Canadian-American 103 |
| 1959 | "Tear Drop"                 | "The Long Walk Home"   | 23         | —          | —                     | Canadian-American 107 |
| 1960 | "Caravan"                   | "Summertime"           | —          | —          | —                     | Canadian-American 111 |
| 1960 | "Annie"                     | "Lost Love"            |            |            |                       | Canadian-American 118 |
| 1960 | "Bullseye!"                 | "Twistin' Bells"       | 49         | —          | —                     | Canadian-American 120 |
| 1961 | "Theme from Come September" | "The Long Walk Home"   | —          | —          | —                     | Canadian-American 128 |
| 1961 | "Birmingham"                | "The Mouse"            | —          | —          | —                     | Canadian-American 131 |
| 1962 | "Stage to Cimarron"         | "Spanish Harlem"       | —          | —          | —                     | Canadian-American 137 |
| 1963 | "On Your Mark"              | "Manhattan"            | —          | —          | —                     | Canadian-American 151 |
| 1967 | "Live for Live"             | "See You in September" | —          | —          | —                     | Imperial 66269        |